# Dmytro Mazurčuk
Dmytro Valerijovyč Mazurčuk (in ucraino Дмитро Валерійович Мазурчук?; Kremenec', 19 gennaio 1999) è un combinatista nordico e saltatore con gli sci ucraino.

## Biografia

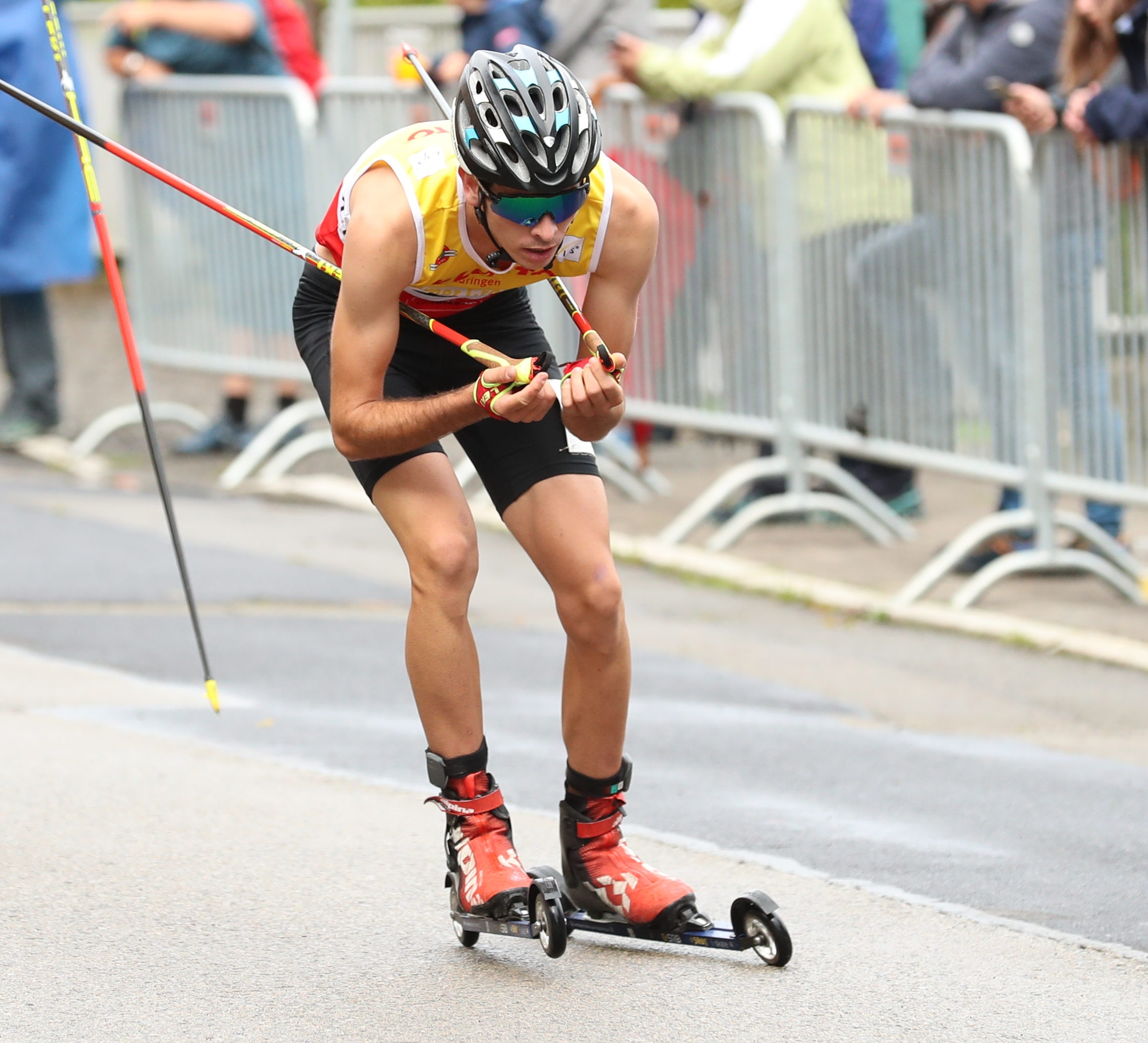
Dmytro Mazurchuk al FIS Sommer Grand Prix 2021 di Oberhof e Steinbach-Hallenberg

Ha iniziato la sua carriera agonisctica con il salto con gli sci, attività che ha smesso nel 2018 per passare alla combinata nordica.
Ha esordito a livello internazionale giovanile al Festival olimpico della gioventù europea di Vorarlberg e Liechtenstein 2015, gareggiando nella combinata nordica, dove si è classificato 29° nella competizione individuale Normal Hill + 10 km.
Ai Giochi olimpici giovanili di Lillehammer 2016 si è piazzato al 7° nella combinata nordica, specialità Normal Hill + 5 km individuale.
È stato convocato a cinque campionati mondiali juniores tra il 2015 e il 2019. I suoi migliori risultati personali sono stati il 14º posto nelle competizioni HN/5 km e NH/10 km sul trampolino svizzero di Kandersteg nel 2018.
Ha preso parte a cinque campionati mondiali di sci nordico: Lahti 2017, Seefeld 2019, Oberstdorf 2021, Planica 2023 (38º nel trampolino normale, 41º nel trampolino lungo, 10º nella gara a squadre) e Trondheim 2025 (37º nel trampolino normale, 37º nel trampolino lungo, 9º nella gara a squadre).
Ha rappresentato l'Ucraina ai Giochi olimpici invernali di Pechino 2022, in cui ha raccolto il 36º posto nel trampolino normale e il 33º in quello lungo.

## Palmarès

### Giochi olimpici
| Anno | Evento  | NH | LH | Squadra |
| ---- | ------- | -- | -- | ------- |
| 2022 | Pechino | 36 | 33 |         |

### Campionati mondiali
| Anno | Evento     | NH | LH | Squadra | Sprint di squadra |
| ---- | ---------- | -- | -- | ------- | ----------------- |
| 2017 | Lahti      | 52 | 51 |         | 14                |
| 2019 | Seefeld    | 40 | 46 |         | 13                |
| 2021 | Oberstdorf | 41 | 37 | 11      | 12                |